# Sven Staffeldt
Sven Staffeldt (* 29. Juni 1974 in Stralsund) ist ein deutscher Germanist.

## Leben
Von 1997 bis 2002 studierte er an der WWU Münster (Deutsche Philologie, Publizistikwissenschaft/Kommunikationswissenschaften und Philosophie). Von 2002 bis 2003 war er wissenschaftliche Hilfskraft am Institut für deutsche Philologie der WWU Münster. Von 2002 bis 2003 war er Lehrbeauftragter an der Universität Osnabrück. Von 2003 bis 2008 war er wissenschaftlicher Mitarbeiter an der TU Berlin. Nach der Promotion 2006 Perlokutionäre Kräfte. Lexikalisierte Wirkungen sprachlicher Äußerungen im Deutschen war er von 2008 bis 2009 wissenschaftlicher Mitarbeiter an der Universität Erfurt. Von 2009 bis 2016 war er Akademischer Rat am Lehrstuhl für deutsche Sprachwissenschaft der Universität Würzburg (Wintersemester 2013/2014, Sommersemester 2014 und Sommersemester 2016 zwecks Wahrnehmung von Professurvertretungen beurlaubt). Im Wintersemester 2013/14
vertrat er den Universitätsprofessor am Lehrstuhl für deutsche Sprachwissenschaft der Universität Würzburg (Vertretung der W2-Professur). Im Sommersemester 2014 vertrat er die Professur für Germanistische Sprachwissenschaft am Institut für Germanistik I der HHU Düsseldorf. Nach der Habilitation 2015 Gebrauchssemantik von Hand. Theorie und Praxis gebrauchssemantischer Beschreibungen am Beispiel korpusbasierter Studien zu somatischen Phraseologismen des Deutschen mit der Konstituente Hand vertrat er im Sommersemester 2016 die Professur für Germanistische Sprachwissenschaft (Textlinguistik und Lexikologie) am Institut für Germanistik der Universität Jena. Seit Wintersemester 2016/2017 war er akademischer Oberrat am Lehrstuhl für deutsche Sprachwissenschaft der Universität Würzburg (Wintersemester 2017/2018, Sommersemester 2018 und Wintersemester 2018/2019 zwecks Wahrnehmung von Professurvertretungen beurlaubt). Im Wintersemester 2017/2018, Sommersemester 2018, Wintersemester 2018/2019 vertrat er die Professur für germanistische Sprachwissenschaft am Germanistischen Institut der Universität Halle, wo er am 1. Oktober 2019 zum Universitätsprofessor wurde.

## Publikationen (Auswahl)
- Das Drängen der störenden Redeabsicht. Dieter Fladers Kritik an Freuds Theorie der Versprecher. Göppingen 2004, ISBN 3-87452-971-1.
- Perlokutionäre Kräfte. Lexikalisierte Wirkungen sprachlicher Äußerungen im Deutschen. Frankfurt am Main 2007, ISBN 3-631-56399-X.
- Einführung in die Sprechakttheorie. Ein Leitfaden für den akademischen Unterricht. Tübingen 2008, ISBN 978-3-86057-292-4.
- Einführung in die Phonetik, Phonologie und Graphematik des Deutschen. Ein Leitfaden für den akademischen Unterricht. Tübingen 2010, ISBN 978-3-86057-295-5.